# Atsushi Katagiri
Atsushi Katagiri (片桐 淳至, Katagiri Atsushi) est un footballeur japonais né le 1er août 1983. Il est attaquant.

## Biographie
Atsushi Katagiri commence sa carrière professionnelle au Nagoya Grampus Eight. Il est prêté en 2004 dans les clubs argentins du Rosario Central et du Quilmes Atlético Club. Il est de nouveau prêté en 2005, cette fois-ci au club d'Horikoshi.
En 2006, Atsushi Katagiri est transféré au FC Gifu. Puis en 2009, il rejoint les rangs du Ventforet Kofu.
Katsuya Ishihara est vice-champion de J-League 2 en 2010 avec le Ventforet Kofu.